# Даміан Діас
Даміан Діас (ісп. Damián Díaz, нар. 1 травня 1986, Росаріо) — еквадорський футболіст, півзахисник аргентинського клубу «Банфілд».
Виступав, зокрема, за клуб «Барселона» (Гуаякіль), а також національну збірну Еквадору.
Чемпіон Аргентини. Триразовий чемпіон Еквадору.

## Клубна кар'єра
У дорослому футболі дебютував 2007 року виступами за команду «Росаріо Сентраль», у якій провів один сезон, взявши участь у 38 матчах чемпіонату. 
Згодом з 2008 по 2015 рік грав у складі команд «Бока Хуніорс», «Універсідад Католіка», «Колон», «Барселона» (Гуаякіль) та «Аль-Вахда» (Абу-Дабі).
Своєю грою за останню команду знову привернув увагу представників тренерського штабу клубу «Барселона» (Гуаякіль), до складу якого повернувся 2016 року. Цього разу відіграв за гуаякільську команду наступні вісім сезонів своєї ігрової кар'єри. Більшість часу, проведеного у складі гуаякільської «Барселони», був основним гравцем команди.
До складу клубу «Банфілд» приєднався 2024 року. Станом на 7 жовтня 2024 року відіграв за команду з околиці Банфілда 4 матчі в національному чемпіонаті.

## Виступи за збірну
У 2021 році дебютував в офіційних матчах у складі національної збірної Еквадору.
У складі збірної був учасником розіграшу Кубка Америки 2021 року у Бразилії.

## Титули і досягнення
- Чемпіон Аргентини (1):

«Бока Хуніорс»: Apertura 2008
- Чемпіон Еквадору (3):

«Барселона» (Гуаякіль): 2012, 2016, 2020